# Mohamed Takala
Mohamed Takala (Homs, 15 gennaio 1966) è un politico libico.

## Biografia
Mohamed Takala è diventato il Presidente dell'Alto Consiglio di Stato in Libia il 6 agosto 2023, dopo essere stato eletto con 67 voti al ballottaggio contro il suo avversario, l'ex Presidente del Consiglio, Khalid Al-Mashri, che ha ottenuto 62 voti.
Esperto in informatica, ha conseguito in Ungheria un dottorato in Computer Netwoks.